# Ahmed le Calligraphe
Pour les articles homonymes, voir Ahmed.
Ahmed le Calligraphe, ou saint Ahmed le Calligraphe, est un scribe ottoman du XVIIe siècle, qui fut martyrisé de la main des musulmans. Saint orthodoxe, il est vénéré le 3 mai.

## Biographie
Ahmed était originaire de Constantinople, capitale de l'Empire ottoman. De confession musulmane, il devint scribe à la chancellerie du sultan, un poste gouvernemental prestigieux à l'époque, qui lui donnait une grande influence. Ahmed était populaire pour son soin de l'écriture et son amour de la langue arabe. 
Célibataire, il avait chez lui une esclave d'origine russe qui était aussi sa concubine. Tolérant, il l'autorisa à pratiquer sa religion orthodoxe en allant aux services religieux. Peu à peu étonné par les changements qui se produisaient en elle quand elle revenait de l'église, il se montra intéressé à connaître sa religion. 
Il se rendit alors déguisé en chrétien dans l'église patriarcale de Constantinople pour assister à la liturgie, au cours de laquelle un évènement se produisit : il vit des rayons lumineux sortir des doigts du patriarche au moment où celui-ci bénissait les fidèles, et se poser sur tous sauf sur lui. Impressionné, Ahmed convoqua un prêtre (le patriarche lui-même selon certaines sources) pour qu’il lui donne le baptême. 
Il garda secrète sa conversion un certain temps, mais au cours d'un repas avec des nobles de la cour, il confessa hardiment sa foi chrétienne. Cela lui valut d'être arrêté. Il fut conduit devant un cadi qui commença par le condamner à être jeté dans une cellule remplie de détenus de droit commun, sans eau ni nourriture. Comparaissant de nouveau après une brève incarcération, il confirma avec une ferme résolution qu'il était chrétien. Transféré alors devant le sultan Mehmed IV lui-même, il fut tout de suite condamné à mort,. Il fut exécuté le 3 mai 1682 au lieu-dit Kayambane Bahche. Son corps fut ensuite jeté sur une rive du Bosphore, où, selon la tradition, apparut pendant plusieurs jours une lumière surnaturelle.

## Postérité
Ahmed fut canonisé par l’Église orthodoxe. Il est célébré et vénéré le 3 mai.